# ریموند هانتلی
ریموند هانتلی (انگلیسی: Raymond Huntley; ۲۳ آوریل ۱۹۰۴ – ۱۵ ژوئن ۱۹۹۰) هنرپیشه، و بازیگر تئاتر اهل بریتانیا بود.
از فیلم‌ها یا برنامه‌های تلویزیونی که وی در آن نقش داشته‌است می‌توان به دکتر در دریا، مومیایی، فرصتی برای پیشرفت، سدشکنان، گذرنامه ورود به پیملیکو، انتخاب اضطراری، مأمور ما در هاوانا، نشانه بیماری، در ضرب، و زندانی اشاره کرد.

## مرگ
هانتلی در سال 1990 در بیمارستان وست مینستر لندن درگذشت.  در مراسم ترحیم خود، نیویورک تایمز نوشت: "این بازیگر در طول دوران حرفه ای طولانی خود نقش قضات، مدیران بانک، کلیساها، بوروکرات ها و دیگر شخصیت های اقتدار را ایفا می کرد. او می توانست مستقیما نقش آنها را بازی کند. لازم بود، اما در کمدی خشکی طبیعی او اغراق آمیز بود تا جایی که شخصیتی که او بازی می کرد، به مثابه یک شیطون به تمسخر دعوت می کرد. فروتن." 